# Volvox (rockgroep)
Volvox was een Turkse meidenrockgroep van 1988 tot 1994.

## Leden van Volvox
Volvox werd in 1988 opgericht door Şebnem Ferah. Het was een groep Turkse meisjes die rockmuziek maakte. De groep bestond uit Şebnem Ferah - zang en elektrische gitaar, Duygu Karpuz - gitaar, Ebru Bank - later opgevolgd door Buket Doran - basgitaar, Gul Agrica - drums, en Özlem Tekin - piano en achtergrondzang.

## Einde van Volvox
In 1994 ging de groep uit elkaar.
Şebnem Ferah is doorgegaan met muziek en wordt nu gezien als de beste rockzangeres van Turkije, Buket Doran bleef bij haar als basgitarist. Özlem Tekin is verdergegaan met een solocarrière. De rest van de meisjes is hun eigen weg gegaan.